# Raúl Torrente
Raúl Torrente Navarro (San Javier, 11. rujna 2001.) španjolski je nogometaš koji igra na poziciji stopera. Trenutačno igra za Dinamo Zagreb.

## Klupska karijera

### Granada
Za Granadu je debitirao 1. studenog 2021. u utakmici La Lige protiv Levantea koji je izgubio susret 0:3. S Granadom je te sezone ispao iz La Lige u Segunda División. Granada je osvojila Segunda División u svojoj prvoj sezoni u tom natjecanju, no iduće sezone je opet ispala iz La Lige u Segunda División.

### Dinamo Zagreb
Torrente je 4. srpnja 2024. kao slobodan igrač potpisao višegodišnji ugovor sa zagrebačkim Dinamom. Time je postao drugi španjolski igrač u klupskoj povijesti (prvi je bio Dani Olmo). Za Dinamo je debitirao 2. kolovoza u utakmici 1. kola HNL 2024./25. u kojoj je Dinamo savladao Istru 1961 5:0. Svoja prva dva gola za klub postigao je 28. rujna u ligaškoj utakmici protiv Lokomotive Zagreb koja je završila 5:1.

## Reprezentativna karijera
Odigrao je jednu utakmicu za selekciju Španjolske do 21 godine.

## Priznanja

### Klupska
Granada
- Segunda División: 2022./23.

## Vanjske poveznice
- Profil, BDFutbol (engl.)
- Raúl Torrente, LaPreferente.com  (šp.)
- Profil, Transfermarkt